# Lego Castle
A Lego Castle téma a szélesebb Lego termékcsalád egy olyan szegmense, amely a középkori világ koncepcióját foglalja magába, kiemelkedő módon lovagokat és várakat ábrázol. A téma kezdetben 1979-ben Európában indult, majd 1981-ben Észak-Amerikában is bevezetésre került, és 1999-ig folyamatos támogatásnak örvendett. A LEGOLAND eredeti három témájának egyike volt a City és az Space mellett, a három téma együttesen a „Múltat” (vár), a „Jelen”-t (város) és a „Jövőt” (űr) képviselte.
Ezt az időszakot követően a „Lego Castle” név két különálló sorozat számára éledt újjá; az első 2007 és 2009 között, a második pedig 2013-ban. Bár a Lego Castle téma különálló, tematikus elemeiben mégis osztozik más középkori ihletésű Lego sorozatokkal, mint például a Knights Kingdom, Knights Kingdom II és a Kingdoms. A Lego Castle készletek korai változatai 1991-ig a „Legoland” márkanév alatt kerültek forgalomba, majd a Lego 1992-ben a márkanevet „Lego System”-re változtatta, ami változást jelentett a termékcsalád megjelenésében.

## Története

### „Klasszikus” kastély (1978-1983)

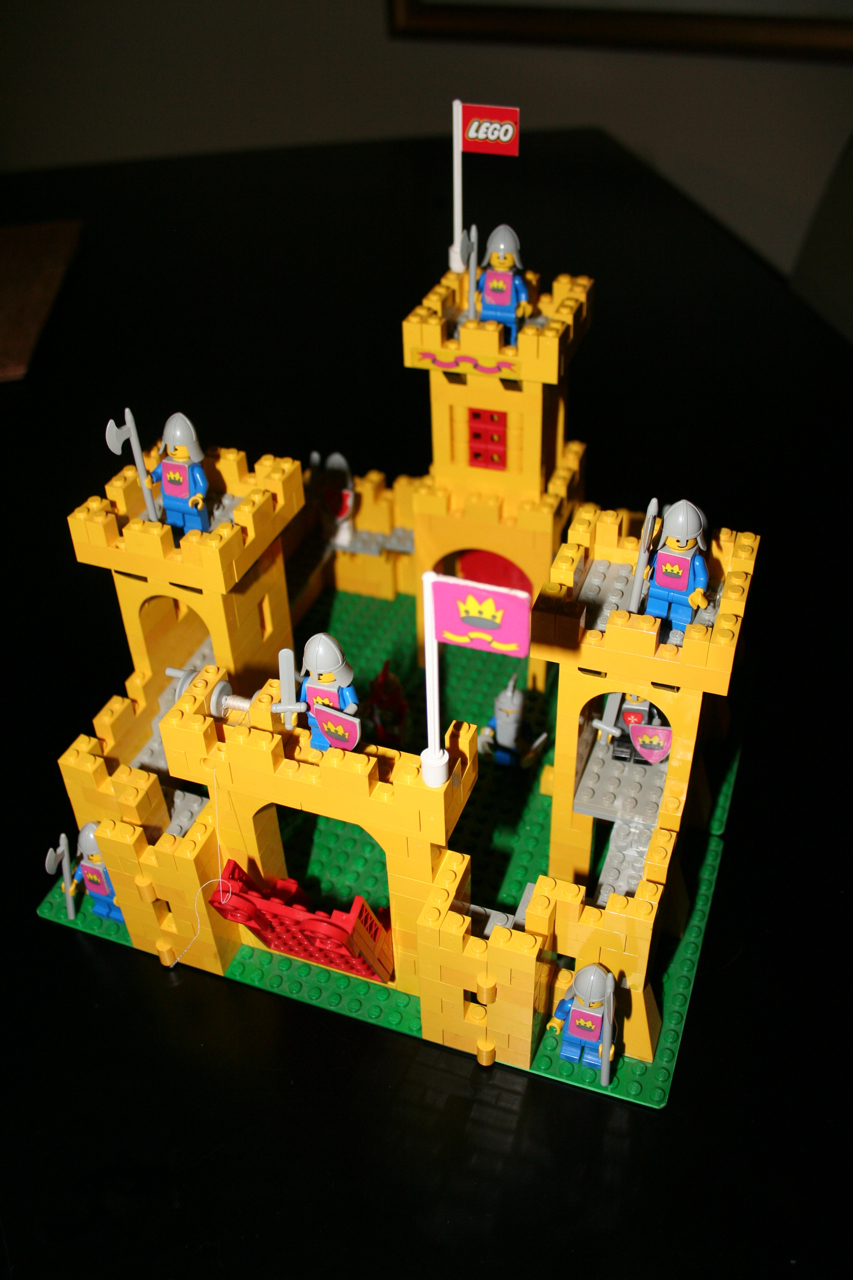
Összeszerelt vintage 1978-as Legoland 375 (a „Sárga kastély”)

Az 1978 és 1983 közötti kastély-időszak megelőzte a témákat vagy frakciókat, és gyakran „klasszikus” kastélyként ismert. A 375-ös kastély (gyakran Sárga kastélynak nevezik) a legismertebb készlet ebből az időszakból. A rajongók által gyakran „Original Castle”-ként ismert lovagok egyedi, mozgatható szemfedődarabokkal, szemrésekkel és a sisak mentén a sisak előlapra néző részétől hátrafelé futó címerrel rendelkeztek. Ezek a lovagok egy címerpajzsot is viseltek (akár tunika, akár mellvért) a testükön. Az 1984 és 1989 közötti lovagok tömör grillsisakot viseltek, míg a „páncéljuk” csak egy textúra volt a testükön. 1990-ben a lovagok ismét mozgatható sisakkal és páncélos mellvértekkel jelentek meg. Mivel nem voltak ló-specifikus darabok, a lovakat is teljesen lego-kockákból épültek.
A „Klasszikus” várat követően 1984-ben a Lego kiadta az első várkészleteket, amelyek valósághűbb várakat, lovagokat és színeket (például sárga helyett szürke elemeket) tartalmaztak, hogy a középkort pontosabban ábrázolják az 1970-es évek végi és 1980-as évek eleji Klasszikus várkészletekhez képest. Az 1984-es várkészletek számos újonnan bevezetett darabot és fegyvert tartalmaztak. Ilyenek például: egyrészes lovak, lónyergek, új, rögzített sisakkal ellátott lovagi sisakok, sisaktollak (három típus volt öt színben: piros, kék, sárga, fehér és fekete), lobogó zászlók és íjak és nyilak. Ezen új darabok közül sok szerepelt a későbbi kastélykészletekben.

### Black Falcons (1984-1987)
Az 1984-es kastélykészletekben túlnyomórészt egy fekete-fehér madár motívuma szerepelt fekete-fehér háttér előtt, középen kettéosztva. Az ehhez a szimbólumhoz tartozó minifigurák szinte kivétel nélkül fekete nadrágot, fekete sisakot és kék torzót viseltek fekete ujjakkal, gyakran a madár emblémával a mellkasukon és a pajzsukon (kék vagy arany szegéllyel). Egyes rajongók az Egyesült Államokban ezt a frakciót „Black Falcons”-nak, az ausztrál rajongók pedig „Eagle Crest”-nek nevezték, bár abban az időben mindkét kifejezés csak egyszer fordult elő a hivatalos Lego-irodalomban - mindkettő a 6074-es készlet regionális elnevezéseiben. Egy 1989-es amerikai katalógusban szerepel egy kétértelmű utalás a „Guardians of the Gray Castles”. A frakciót azonban soha nem jelölték másként, mint „Castle”, és hivatalosan sem ismerték el soha témaként. Bár a Fekete Sólymok kifejezést nem használták kifejezetten és nemzetközileg a frakció eredeti inkarnációjában a marketingben, a Lego később felvette a kifejezést a saját marketingjében, hogy a korábbi témára utaljon.
1984-ben az első Black Falcons kastélya a Knight's Castle (6073-as készlet) volt. Hat minifigurával érkezett; két íjász, két lándzsás és két lovon ülő lovag. A sárga várhoz hasonlóan a készlet is tartalmazott speciális zsanérdarabokat, amelyekkel ki lehetett nyitni a várat, hogy be lehessen nézni a belsejébe, és be lehessen jutni a belsejébe. A fekete sólymok ugyanebben az évben más készletekben is szerepeltek, például a Jousting Knights (6021-es készlet) és a Catapult (6030-as készlet). 1986-ban a lovagvárat felváltotta a hasonló méretű Fekete Sólyom erődje (6074-es készlet, „Draco and the Black Knight” az Egyesült Királyságban, „Eagle Crest Castle” Ausztráliában), amely ugyanolyan típusú minifigurákat tartalmazott (beleértve a két lovas lovagot is). 2002-ben a rajongók kérésére a Lego újra kiadta a Fekete Sólyom erődjét újraszámozott Lego Legendként, amely szinte teljesen megegyezett az 1986-os készlettel.

### Crusaders / Lion Knights (1984-1992)
A Crusaders alapját végül képező készleteket ugyanabban az évben, 1984-ben adták ki, mint a Black Falcons készleteket. A Crusaders pajzsán vagy kék oroszlán volt sárga háttér előtt, vagy sárga oroszlán kék háttér előtt, mindkettő piros szegéllyel. Az ezekhez a pajzsokhoz tartozó minifigurák változatlanul kék vagy piros nadrágot és piros torzót viseltek kék ujjakkal, a sisakjuk pedig általában szürke volt. Pajzsszerű emblémák voltak a törzsükön, az egyik egy sárga oroszlán volt kék háttér előtt, míg a másik embléma a keresztezett fejszéket ábrázolta (két fekete és arany fejsze, amelyek egymást keresztezik fekete és arany háttér előtt, középen kettéosztva, piros szegéllyel). Néhány ilyen készletet később beiktattak a Crusaders témakörébe, így egyes rajongók visszamenőleg minden ilyen készletet Crusaders készletnek tekintenek. A Black Falcons-hoz hasonlóan a Lego egy ideig ezt a frakciót sem nevezte el hivatalosan, bár az ausztráliai katalógusok a Lion Knights, míg a kanadaiak a Lion Crest nevet használták. Az 1992-es egyesült államokbeli és kanadai katalógus hivatalosan a Crusaders néven határozta meg a frakciót.
Az 1990-es King's Mountain Fortress (6081-es készlet) volt az egyik első olyan készlet, amely az újonnan feltalált lovagi sisak és páncéldarabok viseletét tartalmazta. A nyílpuskák és a sötétben világító szellem szintén új darabok voltak, amelyeket bevezettek. A King's Mountain Fortress volt az első olyan Lego vár is, amelyet egy megemelt „rámpa és gödör”, alaplapra szereltek, amely az előző évben debütált az Eldorádó erőd kalózok készletben, és számos későbbi Lego vár, kalózok, sőt űrkészletben is szerepelt. 2001-ben a Lego újra kiadta a jól ismert Guarded Inn szettet, újraszámozva, mint Lego legend.

### Forestmen (1987-1992)
A Forestmen témát 1987-ben vezették be, amikor a Lego Castle kiadta az első Forestmen készletet Camouflaged Outpost (6066-os készlet). 1988-ban megjelent a Forestmen's Hideout (6054-es készlet), majd 1989-ben a Forestmen's River Fortress (6077-es készlet) és 1990-ben a Forestmen's Crossing Instructions (6071-es készlet). 1996-ban megjelent egy hasonló téma, a Dark Forest, amely egy erdei törvényen kívüliekből álló erkölcstelen bandát mutatott be.

### Black Knights (1988-1994)
A Crusaders-hez hasonlóan a Black Knights is korábbi, nem a témához kapcsolódó készleteken alapultak, amelyek közül néhány utólag került be a frakcióba. A hivatalosan 1992-ben indított Black Knights frakciót a vörös, sárga és kék wyvern sárkány szimbólum jellemzi, amely csak a pajzsukon vagy a zászlójukon látható; a többi frakcióval ellentétben a Black Knights figurák sosem viselték az emblémát a mellkasukon. A témához számos új kiegészítő készült, többek között egy új, ovális alakú pajzs, amely más sárkánymintát tartalmaz, és amelyet általában a lovas lovagok viselnek, valamint új, négy különböző színben kapható sárkánytollak (akárcsak a tolltollak), amelyek a lovagok sisakjainak mozgatható sisakvizorjait oldalsó sárkányszárny-tollakkal egészítették ki. Ezek a készletek a Wolfpackkel együtt az első olyan várkészletek voltak, amelyekben bajuszos és szakállas minifigurák voltak. A régebbi sárkányos háromszögpajzsot továbbra is használták a készletekben a gyalogság és az őrök számára. A régebbi készleteket, mint például a Knights Stronghold és a Black Monarch's Ghost visszamenőleg a Black Knights részeként vették fel. A Black Knights sorozat 1994 végéig folytatódott, amikor 1995-ben a Királyi Lovagok váltották fel őket, kivéve egy 1998-ban újra kiadott kisebb készletet.

### Wolfpack Renegade (1992-1993)
A Wolfpack Renegades egy banditákból álló csoport volt a Lego kastély világában. Mindössze három készlet készült, így ez volt a legkisebb Castle frakció.

### Dragon Masters (1993-1995)
A Dragon Masters kollekció 1993 augusztusában jelent meg, így a Lego Castle-nek először volt fantasy frakciója mágiával és mitikus lényekkel. A Dragon Masters szervezetet egy varázsló vezette (az Egyesült Államokban Majisto, az Egyesült Királyságban Merlin, Németországban Cerlin néven ismerték), és úgy tűnt, hogy a céljuk a tűzokádó sárkányok elfogása és megszelídítése. Az új sárkány állatfigurának az állkapcsánál, a karoknál, a szárnyaknál és a farkánál voltak artikulációs pontjai, a hátukon szegecsekkel, amelyeken egy minifigurát lehetett lovasként szállítani, míg a szájuk hegye mellé egy lángot lehetett beilleszteni. A Dragon Masters téma új lovagi sisakokat, halberdákat, arcokat és a varázsló sötétben világító pálcáját is bemutatta.

### Royal Knights (1995-1996)
A Royal Knights volt az első Lego téma, amely csontvázakat tartalmazott, kezdve a legelső csontváz készlettel, a „Skeleton Surprise”-al. Vezetőjük a Királyi Király volt. Legnagyobb készletük a Royal Knight's Castle (6090) volt. Ez a frakció vezette be a rajongók által kedvelt ezüst hosszúkardot is, amelyet a Királyi Király használ.

### Dark Forest (1996)
A Dark Forest frakció az Forestmen-hez hasonló, szinte az előbbi csapat rebootjaként, és ugyanazt a pajzsot és ikonográfiát használja. A mindössze három kiadott készlettel a Wolfpackkel holtversenyben a valaha volt legkisebb Castle frakció, a legnagyobb készlet pedig a Dark Forest Fortress (6079) volt. Ez a téma csak Észak-Amerikában jelent meg.

### Fright Knights (1997-1998)
A Fright Knights egy katonákból álló frakció volt, amelyet nem király, hanem Basil, a denevérúr irányított. A Fright Knights Lego Sets mélyebben belemerült a Lego természetfeletti „Fantasy” aspektusába, fekete sárkányokkal, tűzszínű szárnyakkal, hátborzongató csapdákkal teli piros-fekete kastélyokkal, kristálygömbökkel és Willa the Witch-gel, egy sötét boszorkánnyal, aki a valódi hatalom volt Basil trónja mögött. A főhadiszállásuk az Éjúr kastélya (6097) volt.

### Ninja (1998-2000)
A Ninja téma 1998-ban jelent meg. A Fright Knights-szal ellentétben a Ninja sokkal realisztikusabb kiindulópontból merített, és a hegyvidéki Japánban játszódott, középkori épületekkel. Sok elemet tartalmazott a feudális Japán nindzsa harcosaiból.

### Knights' Kingdom (2000)
A Knights' Kingdom témája a Leo király által vezetett Oroszlánok és a törvényen kívüli Cedric The Bull által vezetett Bikák konfliktusára összpontosított. Ez a téma sok kis készletet tartalmazott minifigurákkal, és ez volt az első kastély téma, amelyben két női minifigura szerepelt, Leonora királynő és Storm hercegnő. Az Oroszlánok pajzsai hasonlóak voltak a Királyi Lovagokéhoz. Az Oroszlánok vára Leo király vára (6098) volt, míg a Bikáknak nem volt vára.
A Lego Creator című videojáték: Knights' Kingdom című játék 2000 végén jelent meg a Lego Software által, és lehetővé tette a játékos számára, hogy saját királyságokat hozzon létre a Knights' Kingdom témája alapján. A téma elemei megjelentek a Lego Island 2: The Brickster's Revenge című játékban is 2001-ben.

### Knights' Kingdom (2004-2006)
A Knights' Kingdom nevű új témát (gyakran Knight's Kingdom II néven emlegetik, hogy megkülönböztessék a 2000-es témától) 2003 novemberében jelentették be a Lego Magazine brit kiadásában. A nagyméretű akciófigurák 2004 tavaszán jelentek meg Európában; néhány hónappal később Amerikában is megjelentek. Mindkét kontinens nyáron jutott hozzá a játékkészletekhez. A Knights' Kingdom egy fantáziavilág, Morcia királyságának legendáit és a benne zajló kalandokat meséli el. A főszereplők az egymással szemben álló frakciók lovagjai. Ez egy korábbi Knights' Kingdom Lego-téma felújított változata, amely nagyobb, akciófigura-szerű karaktereket, valamint színesebb öltözetű minifigurákat tartalmaz a hagyományos készletekben. Bár a csomagoláson hivatalosan Knights' Kingdom a címe, a köznyelvben Knights' Kingdom II néven ismerik, hogy megkülönböztessék az eredeti témától, amely csak legó minifigurákat tartalmazott, és különböző lovag, király és gonosz karaktereket mutatott be. Kártyajáték és könyvsorozat is készült belőle. A Vladek's Dark Fortress (8877-es készlet) volt a téma legnagyobb készlete. A King's Castle (10176-os készlet) is része ennek a termékcsaládnak, de nem szerepel a hivatalos történetben.

### Castle II (2007–2009)
A 2007 májusában megjelent új Lego Castle termékcsaládban egy király által vezetett emberi frakció harcol az ellenfél élőhalott csontváz frakciója ellen, amelyet egy gonosz nekromanta irányít. Ez volt az első sorozat, amelyben királyi család is szerepelt, beleértve egy királynőt és egy hercegnőt. Más minifigurákat is tartalmazott, mint például egy bajnokot (aranylovag), egy udvari varázslót, sőt még egy bolondot is. Az emberi frakció egy korona emblémáját viseli, ami miatt a vásárlók és a Lego-rajongók a „Crownies” becenevet adták nekik. Fő színsémájuk a sötétkék, világoskék és arany. Az élőhalott frakció emblémája egy koponya, és a sereg szinte teljes egészében élőhalott csontvázakból áll, többnyire a szokásos fehér fajtából, de egy új, fekete változat is szerepel. Színsémájuk sötétvörös és fekete. 2008-ban a Lego Castle bevezette az orkokat, trollokat és törpéket tartalmazó készleteket, hogy a középkori fantasy témát kiegészítse. A sakk készletet leszámítva a legnagyobb készlet ebben a témában a Medieval Market Village (10193). A Castle ezen inkarnációjának utolsó készletei 2009-ben jelentek meg, és 2010-ben egy új környezet, a Kingdoms váltotta fel őket.

### Kingdoms (2010-2012)
Kingdoms a neve annak a Lego Medieval témának, amely 2010 júniusában jelent meg, és amely felváltotta a 2007 óta létező, fantasy alapú Castle témát. A Kingdoms eltávolodik az élőhalottak, orkok és törpék által lakott fantasy világ koncepciójától; és visszatér egy realisztikusabb világhoz, amelyet az európai középkorról mintáztak. A Kingdomsban két emberi frakció áll szemben egymással. Az egyik oldal a támadók szerepét tölti be, több járművel és ostromgépekkel (The Green Kingdom/Dragon Knights). A másik oldal a védők szerepét tölti be, az épületekre helyezve a hangsúlyt (The Red Kingdom/Lion Knights). Ez a téma, akárcsak a 2007-es fantasy-korszak vár témája, a parasztokat és a civileket is magában foglalja, ahelyett, hogy kizárólag a katonai frakciókra koncentrálna. A Királyságok téma 2012-ben megszűnt, helyét A Gyűrűk Ura franchise készletei vették át.
A Kingdoms az első olyan téma, amely a minifigurák törzsén hátsó nyomtatást tartalmaz. Ez a téma új lovagsisakokat, új lovas páncélokat (egy karcsú sziluettű „egyszarvú” lovas harci sisakot), kecskéket és egy új kapu darabot tartalmazott. Két egyedi lónyomat csak a Kingdoms készletekben található: egy pár fehér ló nyomtatott hámmal a Királyi kocsis rajtaütés (7188-as készlet), és egy pettyes szürke szekérlovat a Malomfalvi rajtaütés (7189-es készlet). Ez a téma egyben visszatérést is jelentett a teljes testű, bősz oroszlánmotívumhoz, a Királyi lovagok, a Knight's Kingdom I és a Knight's Kingdom II-ben használt oroszlánfej helyett.